# Niels Fog
Niels Fog (født 9. maj 1947 i Kongens Lyngby) er en dansk købmand, der grundlagde supermarkedskæden Fog Fødevarer, der pr. 2007 talte 12 butikker på Sydsjælland, Stevns, Møn og Falster med over 500 ansatte.

## Biografi
Niels Fog voksede op på Nørrebro og blev uddannet cand.merc. fra Handelshøjskolen i København 1974. I 1975 etablerede han et supermarked i Præstø, der fra 1978 udviklede sig til kæden Fog Fødevarer A/S, der i 2008 blev opkøbt af Dagrofa. Butikkerne var på daværende tidspunkt allerede en del af SuperBest-kæden.
Han var desuden egangeret i erhvervslivets organisationer. Først som formand for Butiks- og Kontorvirksomhedernes Arbejdsgiverforening, fra 1992 som næstformand og 1995-2002 som formand for Dansk Arbejdsgiverforening. I 1993-1995 var han samtidig formand for Dansk Handel & Service. Fra 2004 til 2016 var han desuden formand for Energinet, ligesom han frem til 2022 var formand for Arbejdsgivernes Uddannelsesbestaling.
I 1995 tilbragte han 95 timer med maratonforhandlinger på handelsområdet i Forligsinstitutionen, men mest kendt i offentligheden blev han nok som repræsentant for arbejdsgiversiden under storkonflikten i 1998, også kendt som gærstrejken, fordi folk hamstede gær.
Han var fra 2009 til 2013 byrådsmedlem i Vordingborg Kommune, valgt for Det Konservative Folkeparti. Ved valget i 2009 trak Niels Fog så mange ekstra stemmer til partiet, at det gik fra et til tre mandater.
I fritdien spiller han percussion i Næstved Byorkester og i brassbandet Gefion.
Niels Fog har siden 2002 været kommandør af Dannebrog.